# 劉尚義 (政治人物)
劉尚義（1499年—？），字伯正，號柏山，山西汾州人，軍籍，明朝政治人物。

## 生平
嘉靖十三年（1534年）甲午科山西鄉試第五十七名舉人。嘉靖十四年（1535年）中式乙未科會試第九十四名，登第三甲第七名進士。授行人，擢監察御史。因事謫秦州州判，改朝邑縣知縣。嘉靖二十二年（1543年）升直隸松江府同知，署府事，革堂食费，吏属畏其介。升南京刑部郎中，升山东按察司佥事，分巡辽阳，二十九年（1550年）十一月丁母忧。復补四川佥事，备兵西蜀，兼督松茂边饷，蜀人苦挖运，尚义设法收给，军民两便，作八颂以咏之。转陕西參议，累官河南按察司副使，大名兵备，卒於官。著有《柏山集》四卷。

## 家族
曾祖劉翥；祖父劉志，曾任知縣；父劉世芳（？-1532年），曾任膚施縣丞。母朱氏（1471年-1550年），封太孺人。慈侍下。弟刘尚礼，嘉靖十九年庚子科舉人，官陕西富平县知县。